# Cá vàng
Cá vàng (hay cá Tàu, cá ba đuôi, cá vàng ba đuôi) (danh pháp hai phần: Carassius auratus) là loài cá nước ngọt nhỏ thường được nuôi làm cảnh. Cá vàng là một trong những dòng cá được thuần hóa sớm nhất và ngày nay vẫn là một trong những loài cá cảnh phổ biến nhất cho cả bể cá trong nhà và hồ cá ngoài trời.

## Nguồn gốc

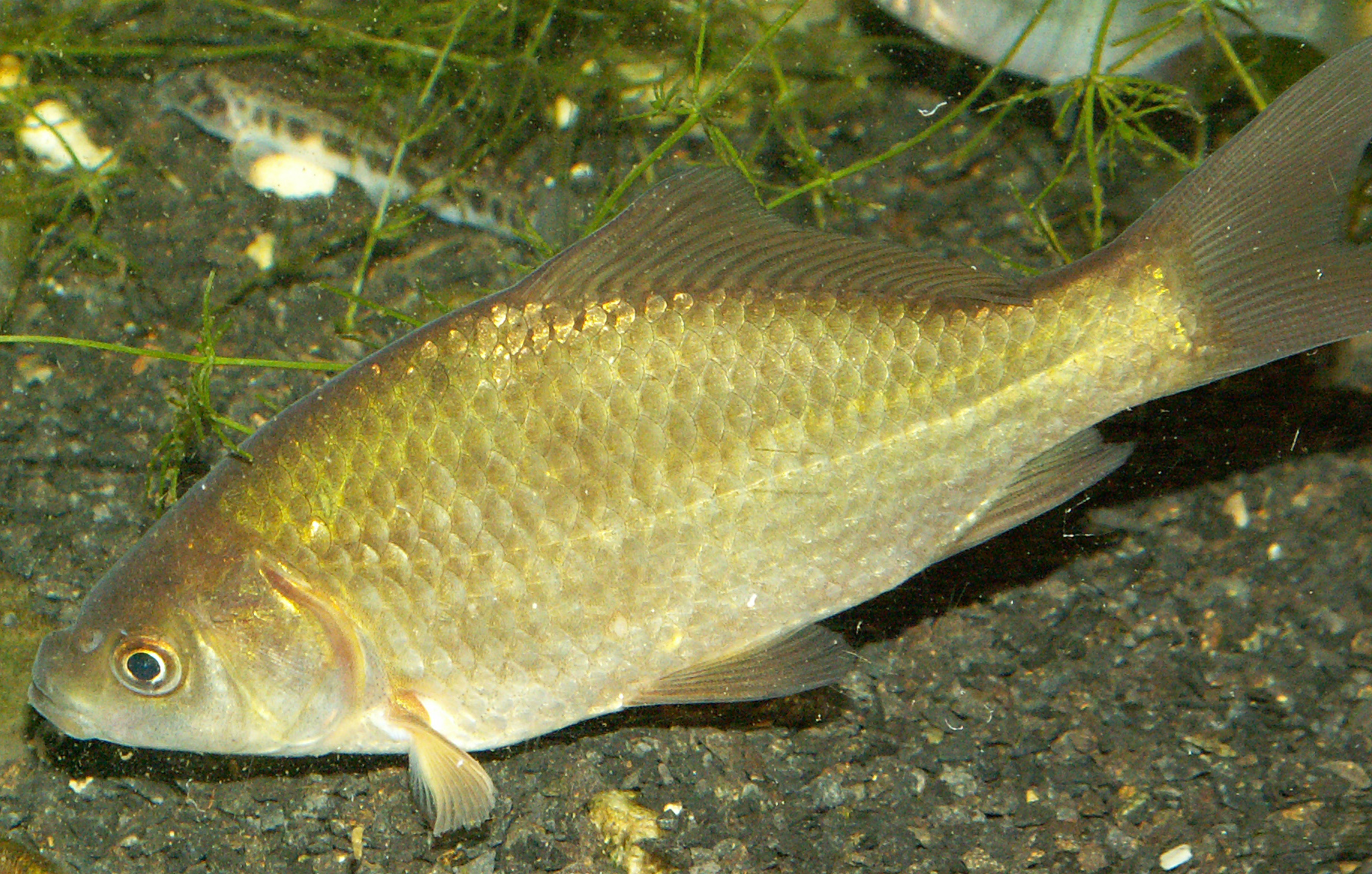
Một con cá giếc Phổ với sắc vàng. Một vài con cá vàng đầu tiên có thể trông giống như thế này.

## Đặc điểm

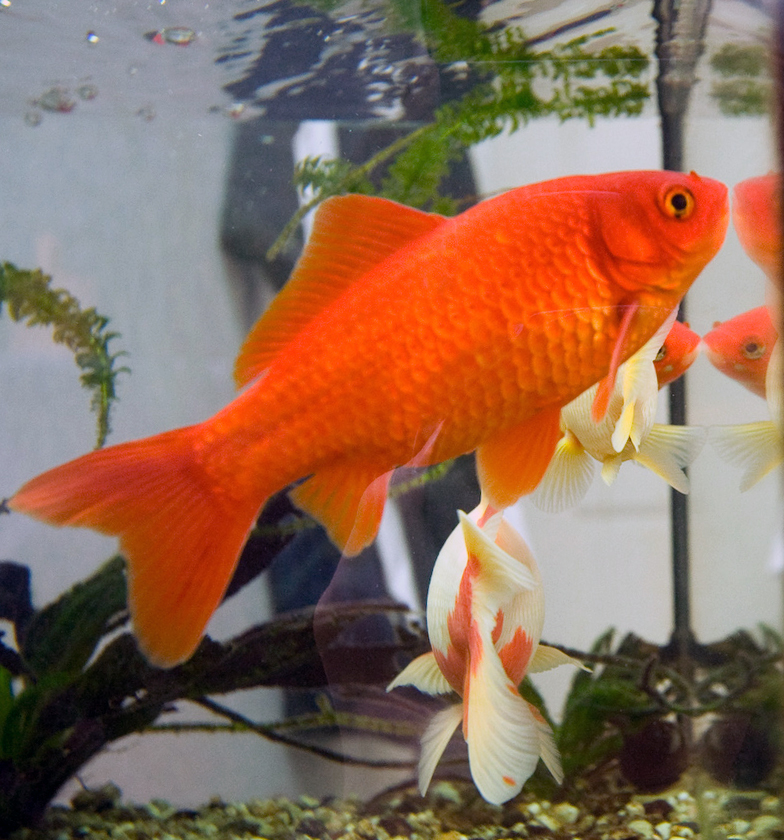
Cá vàng thông thường

## Hình ảnh cá "vàng"

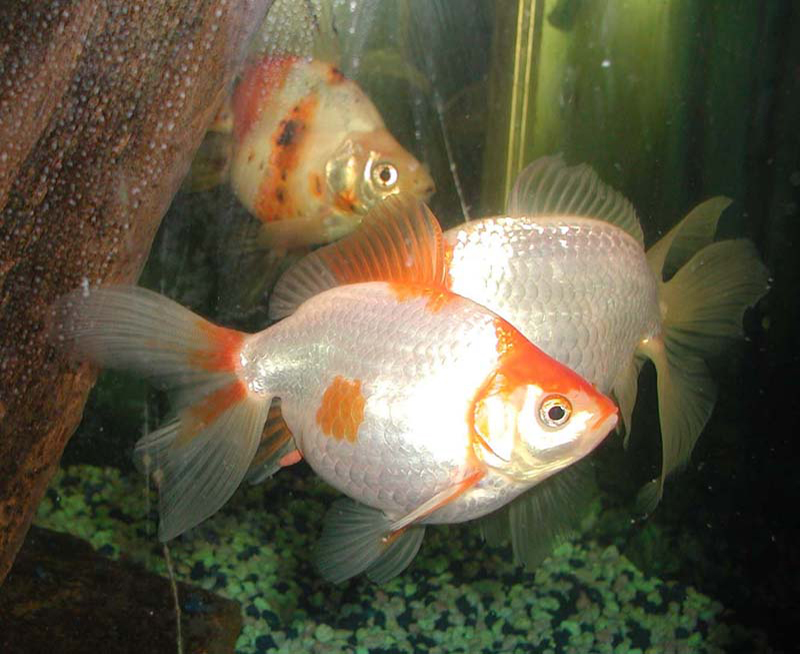
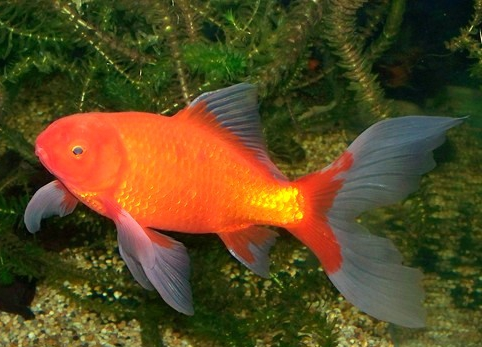
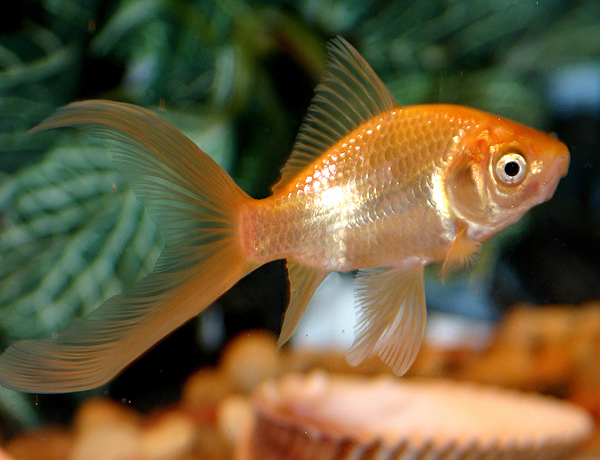
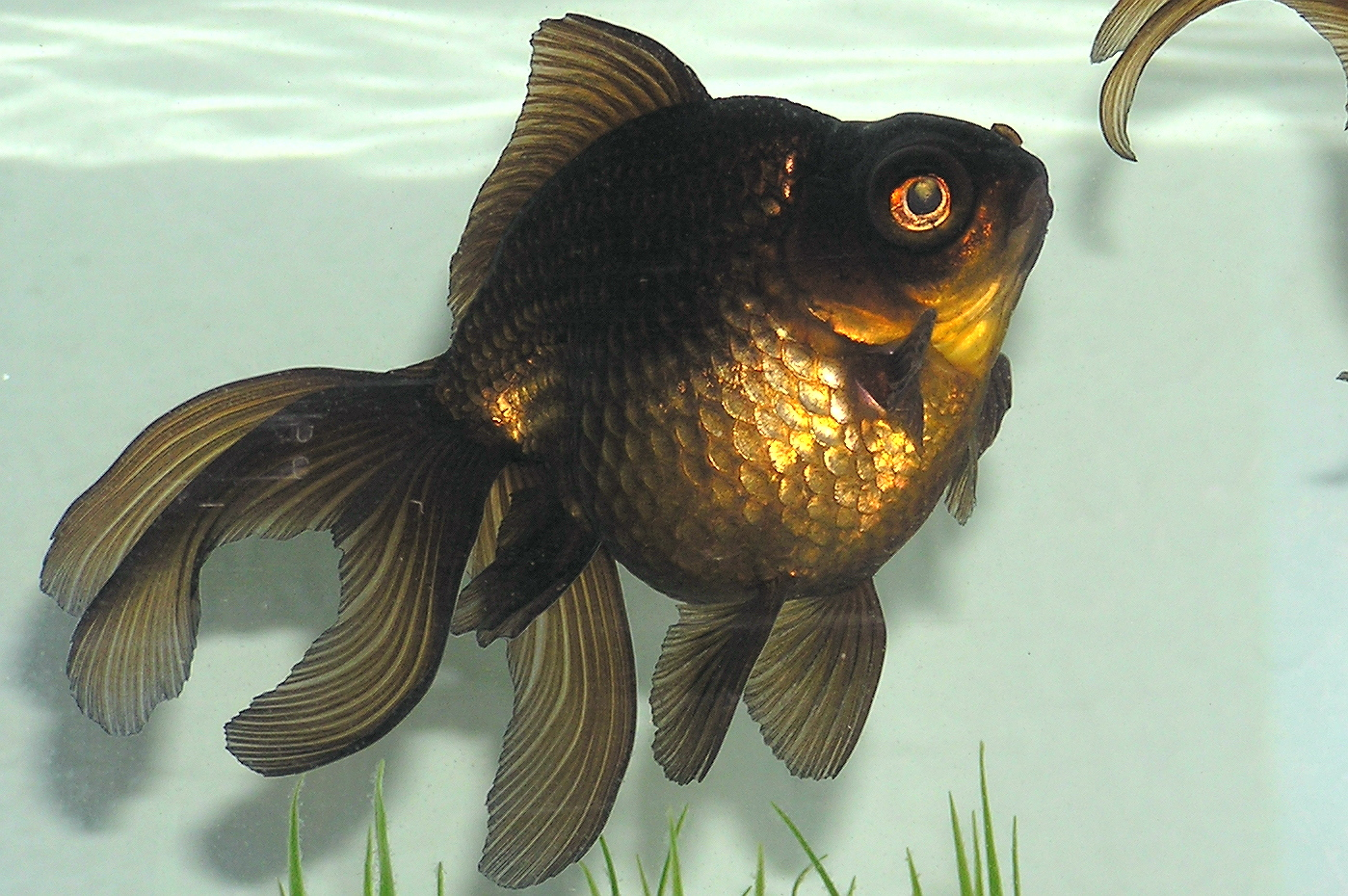